# Département de Guaymallén
 (janvier 2023).
Si vous disposez d'ouvrages ou d'articles de référence ou si vous connaissez des sites web de qualité traitant du thème abordé ici, merci de compléter l'article en donnant les références utiles à sa vérifiabilité et en les liant à la section « Notes et références ».
Le département de Guaymallén est une des 18 subdivisions de la province de Mendoza, en Argentine. Son chef-lieu est Villa Nueva, située dans l'agglomération de Mendoza.
Le département a une superficie de 164 km2. Il comptait 251 339 habitants en 2001. Sa population était estimée à 274 350 habitants en 2007.

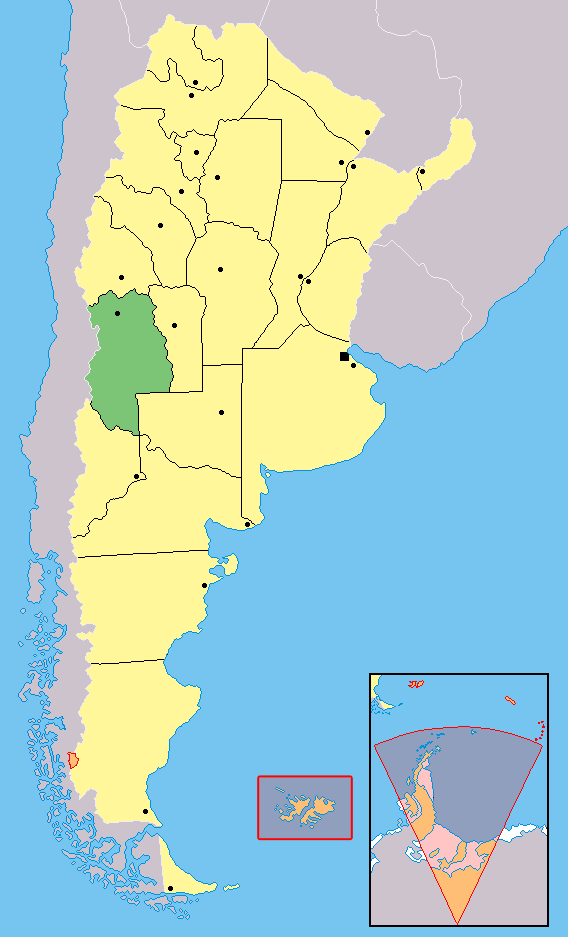
Localisation de la province de Mendoza en Argentine

## Villes et localités
- Bermejo
- Buena Nueva
- Capilla del Rosario
- Dorrego
- El Sauce
- Jesús Nazareno
- La Primavera
- Las Cañas
- Nueva Ciudad
- Pedro Molina
- Rodeo de la Cruz
- San José
- Villa Nueva, chef-lieu